# 孔泰 (索姆省)
孔泰（法語：Contay，法語發音：[kɔ̃tɛ]）是法国上法蘭西大區索姆省的一个市镇，属于亚眠区。

## 地理
孔泰（50°0'16"N, 2°28'35"E）面积8.41 平方千米，位于法国上法蘭西大區索姆省，该省份为法国北部沿海省份，北起加来海峡省和北部省，西接滨海塞纳省和大西洋英吉利海峡，南至瓦兹省，东临埃纳省。
与孔泰接壤的市镇（或旧市镇、城区）包括：阿舍昂纳米耶努瓦、巴沃兰库尔、拜济约、埃里萨尔、图唐库尔、瓦当库尔。
孔泰的时区为UTC+01:00、UTC+02:00（夏令时）。

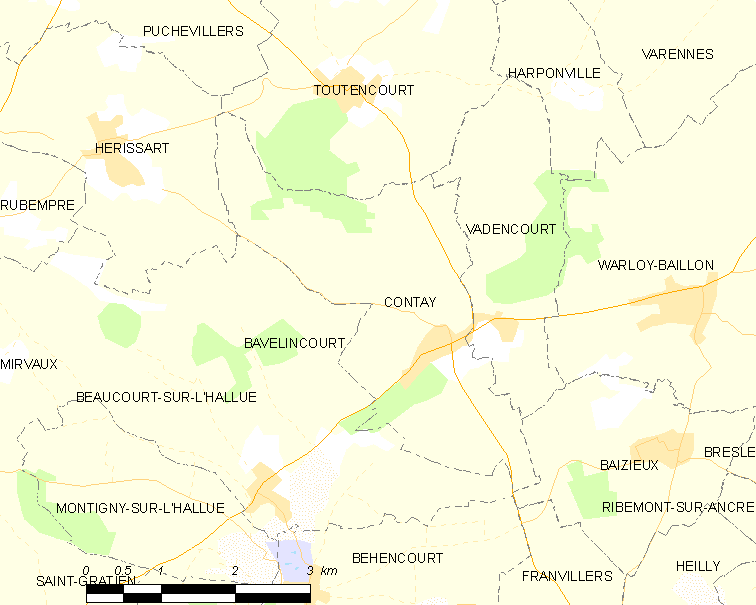
孔泰的OSM定位图

## 行政
孔泰的邮政编码为80560，INSEE市镇编码为80207。

## 政治
孔泰所属的省级选区为科尔比县。

## 人口

1962-2008年间孔泰人口变化图示

孔泰于2022年1月1日时的人口数量为310人。